# Спиртова преципітація
Спиртова́ преципіта́ція, або спиртове́ оса́дження (англ. Ethanol precipitation), — метод, що використовується для очищення і концентрації ДНК. Молекула ДНК є полярною і легко розчиняється в полярній воді. Засновуючись на принципі «розчинності у подібному», ДНК нерозчинна в неполярному етанолі, або навіть у суміші етанолу з водою, через зменшення кількості доступних молекул води.
У цьому методі ДНК спочатку преципітують (осаджують), додаючи великий об'єм 100 % етанолу, часто для збільшення ефективності преципітації розчин охолоджують на льоду або у морозильнику. В результаті ДНК та солі, що формують з нею іонні зв'язки, преципітуються з розчину. Суспензія потім осаджується за допомогою центрифугування в мікроцентрифузі із коефіцієнтом вільного падіння ~12 тис. g, залишаючи осад ДНК.
На наступному кроці, осад ДНК промивають 70 %-80 % етанолом і знову осаджують. Це дозволяє розчинити солі та значно зменшити їх концентрацію. Після завершення цього кроку ДНК висушують у повітрі або у вакуумі.
Замість етанолу також може використовуватися ізопропанол, ефективність преципітації за допомогою ізопропанолу дещо вища. Проте, ізопропанол менш леткий, ніж етанол, тому висушування ДНК на останньому кроці займає більше часу.